# Província d'Al-Jawf
La província o míntaqa d'Al-Jawf (àrab: منطقة الجوف, minṭaqat al-Jawf) és una míntaqa o província de l'Aràbia Saudita, al nord del país, a la frontera amb Jordània. La capital és la ciutat de Jawf Amir, a la vora del uadi as-Sirhan, a la governació de Sakaka. Té una superfície de 100.212 km² i una població de 361.676 (2004). Està subdividida en tres governacions: Sakakah, Alqurayyat i Dawamat Aljandal. Les viles principals a més de les capitals de governacions i la capital provincial són Kara, al-Tuwayr i Jawa. Va passar als wahhabites el 1794 i el 1853 als Al Raixid de l'emirat d'Hail; el 1909 va passar als Ruwala però en disputa amb els Al Raixid, fins al 1922 en què fou incorporada al Najd saudita. Vers 1950 es va crear la província saudita (emirat) anomenada de les Fronteres del Nord (Al Ḥudūd ash Shamāliyah) i la capital era inicialment al-Jawf però després va passar a Sakakah, fins vers 1969 quan va retornar a al-Jawf i la província va agafar aquest nom.